# Cordilleras Ford
Las cordilleras Ford (77°0′S 144°0′O / -77.000, -144.000) son un grupo de cadenas montañosas que se encuentran ubicadas al este de la barrera de hielo Sulzberger y la bahía Block en el sector noroeste de la tierra de Marie Byrd en la Antártida. Fueron descubiertas por la Expedición Antártica Byrd el 5 de diciembre de 1929, y designadas por Byrd en honor a Edsel Ford de la Ford Motor Company, quien ayudó a financiar la expedición.

## Características geológicas

### Cordilleras
Las cordilleras Ford comprenden varios agrupamientos diversos de montañas y accidentes geográficos.
- Montañas Allegheny
- Nunatak Breeding
- Nunatak Cady
- Montañas Chester
- Montañas Clark
- Monte Darling
- Montañas Denfeld
- Montañas Fosdick
- Montañas Haines
- Montañas Mackay
- Montañas Phillips
- Montañas Sarnoff
- Monte Spencer
- Montañas Swanson
- Monte Swartley
- The Billboard
- Monte Tolley

### Montañas

#### Monte Iphigene
El monte Iphigene (76°31′S 145°50′O / -76.517, -145.833) es una montaña al oeste del glaciar Ochs entre el pico Marujupu y los picos Birchall. Fue descubierto en 1929 por la Expedición Antártica Byrd, y nombrado por Byrd en honor a Iphigene Ochs Sulzberger, hija de Adolph Ochs y esposa de Arthur Sulzberger, que ayudaron a financiar la expedición.

#### Pico Marujupu
El pico Marujupu (76°31′S 145°37′O / -76.517, -145.617) es un nunatak conspicuo que se eleva por sobre la lengua principal del glaciar Ochs, entre el monte Iphigene y el monte Ferranto. Fue descubierta y nombrada por Richard Evelyn Byrd en el vuelo de la Expedición Antártica Byrd del 5 de diciembre de 1929. El nombre Marujupu combina las letras de los nombres de las tres hijas y un hijo del Sr. y la Sra Arthur Sulzberger. Los Sulzbergers habían ayudado a financiar la expedición.

#### Monte Rea
El monte Rea (77°4′S 145°30′O / -77.067, -145.500) es una montana rocosa prominente con un monolito imponente en su ladera oeste denominado The Billboard, erguido entre el glaciar Arthur y el glaciar Boyd. Fue descubierta por la Expedición Antártica Byrd en el Vuelo hacia Oriente del 5 de diciembre de 1929, y fue nombrada por Byrd en honor al Sr y la Sra Rea, de Pittsburgh, PA, que habían contribuido a financiar la expedición.